# Endocellion
 Endocellion  Turcz. ex Herder, 1865 è un genere di piante angiosperme dicotiledoni della famiglia delle Asteraceae (sottofamiglia Asteroideae).

## Etimologia
Il nome scientifico del genere è stato definito dai botanici Nicolai Stepanowitsch Turczaninow (1796-1863) e Ferdinand Gottfried Theobald Maximilian von Herder (1828-1896) nella pubblicazione " Bulletin de la Société Imperiale des Naturalistes de Moscou. Moscow" ( Bull. Soc. Imp. Naturalistes Moscou 38(1): 375) del 1865.

## Descrizione
Habitus. Le specie di questo genere hanno un habitus di tipo erbaceo perenne. Sono presenti specie dioiche. Le superfici delle piante possono essere sia glabre che pubescenti per peli semplici.
Radici. Le radici sono secondarie da rizoma (i rizomi sono sottili e snelli).
Fusto. La parte aerea in genere è eretta, semplice o ramosa.
Foglie. Le foglie sono sia basali che cauline disposte in modo alternato e sono picciolate o sessili (quelle superiori). Le foglie basali si sviluppano alla fioritura. Il contorno della lamina è intero con forme più o meno ovate. Le venature sono palmate. Le foglie cauline sono simili a brattee.
Infiorescenza. Le sinflorescenze sono composte da pochi capolini (anche solitari) raccolti in racemi panicolati. Le infiorescenze vere e proprie sono formate da un capolino terminale peduncolato di tipo radiato (nelle specie dioiche i capolini maschili sono disciforme o discoide). Alla base dell'involucro (la struttura principale del capolino) può essere presente un calice formato da alcune brattee fogliacee. I capolini sono formati da un involucro, con forme da cilindriche a campanulate, composto da diverse brattee, al cui interno un ricettacolo fa da base ai fiori di due tipi: quelli esterni del raggio e quelli più interni del disco. Le brattee sono disposte in modo più o meno embricato di solito su una sola serie e possono essere connate alla base. Il ricettacolo, a volte alveolato, è nudo (senza pagliette a protezione della base dei fiori); la forma è convessa, piatta o conica.
Fiori.  I fiori sono tetra-ciclici (formati cioè da 4 verticilli: calice – corolla – androceo – gineceo) e pentameri (calice e corolla formati da 5 elementi). Sono inoltre ermafroditi, più precisamente i fiori del raggio (quelli ligulati e zigomorfi dei capolini di tipo radiato nelle specie dioiche) sono femminili; mentre quelli del disco centrale, o, nelle specie dioiche con capolini maschili, i fiori tubulosi e actinomorfi sono funzionalmente maschili.
- Formula fiorale:

*/x K {\displaystyle \infty }, [C (5), A (5)], G 2 (infero), achenio
- Calice: i sepali del calice sono ridotti ad una coroncina di squame.
- Corolla: nella parte inferiore i petali della corolla sono saldati insieme e formano un tubo. In particolare le corolle dei fiori del disco centrale (tubulosi) terminano con delle fauci dilatate a raggiera con cinque brevi lobi più o meno patenti. Nella corolla dei fiori periferici (ligulati) il tubo si trasforma in un prolungamento da ligulato a filiforme, terminante più o meno con cinque dentelli. Il colore delle corolle è giallo.
- Androceo: gli stami sono 5 con dei filamenti liberi. La parte basale del collare dei filamenti può essere dilatata. Le antere invece sono saldate fra di loro e formano un manicotto che circonda lo stilo. Le antere sono senza coda ("ecaudate") oppure sono sagittate o anche minutamente auricolate; a volte sono presenti delle appendici apicali che possono avere varie forme (principalmente lanceolate). La struttura delle antere è di tipo tetrasporangiato, raramente sono bisporangiate. Il tessuto endoteciale è radiale o polarizzato. Il polline è tricolporato (tipo "helianthoid").[10]
- Gineceo: lo stilo è biforcato con due stigmi nella parte apicale. La forma degli stigmi varia da subtroncata a ottusa; possono essere ricoperti da minute papille. Le superfici stigmatiche sono continue.  L'ovario è infero uniloculare formato da 2 carpelli.

Frutti. I frutti sono degli acheni con pappo. La forma degli acheni è oblunga; la superficie è percorsa da diverse coste longitudinali e può essere glabra. Non sempre il carpoforo è distinguibile. Il pappo è formato da numerose setole snelle.

## Biologia
Impollinazione: l'impollinazione avviene tramite insetti (impollinazione entomogama tramite farfalle diurne e notturne).

Riproduzione: la fecondazione avviene fondamentalmente tramite l'impollinazione dei fiori (vedi sopra).

Dispersione: i semi (gli acheni) cadendo a terra sono successivamente dispersi soprattutto da insetti tipo formiche (disseminazione mirmecoria). In questo tipo di piante avviene anche un altro tipo di dispersione: zoocoria. Infatti gli uncini delle brattee dell'involucro (se presenti) si agganciano ai peli degli animali di passaggio disperdendo così anche su lunghe distanze i semi della pianta. Inoltre per merito del pappo il vento può trasportare i semi anche a distanza di alcuni chilometri (disseminazione anemocora).

## Distribuzione e habitat
Le specie di questo genere sono distribuite in Europa nord-orientale e Siberia orientale.

## Tassonomia
La famiglia di appartenenza di questa voce (Asteraceae o Compositae, nomen conservandum) probabilmente originaria del Sud America, è la più numerosa del mondo vegetale, comprende oltre 23.000 specie distribuite su 1.535 generi, oppure 22.750 specie e 1.530 generi secondo altre fonti (una delle checklist più aggiornata elenca fino a 1.679 generi). La famiglia attualmente (2021) è divisa in 16 sottofamiglie; la sottofamiglia Asteroideae è una di queste e rappresenta l'evoluzione più recente di tutta la famiglia.

### Filogenesi
Il genere di questa voce appartiene alla sottotribù Tussilagininae della tribù Senecioneae (una delle 21 tribù della sottofamiglia Asteroideae). La sottotribù descritta in tempi moderni da Bremer (1994), dopo le analisi di tipo filogenetico sul DNA del plastidio (Pelser et al., 2007) è risultata parafiletica con le sottotribù Othonninae e Brachyglottidinae annidiate al suo interno. Attualmente con questa nuova circoscrizione la sottotribù Tussilagininae s.s. risulta suddivisa in quattro subcladi.
Il genere di questa voce appartiene a un subclade abbastanza ben supportato comprendente i generi Endocellion, Homogyne, Petasites e Tussilago. Questi generi prediligono climi temperato/boreali in areali prevalentemente settentrionali e con una distribuzione eurasiatica con un unico rappresentante nel Nord America, vale a dire il polimorfo Petasites frigidus.
I caratteri distintivi del genere  Endocellion  sono:
- i rizomi sono sottili e snelli;
- le foglie sono rosulate e si sviluppano alla fioritura;
- i capolini sono di tipo radiato.

Il numero cromosomico delle specie di questo genere è: 2n = 56, 58, 60 e circa 100 e oltre.

### Elenco delle specie
Questo genere ha 2 specie:
- Endocellion glaciale (Ledeb.) Toman
- Endocellion sibiricum  (J.F.Gmel.) Toman